# Minong (Wisconsin)
Minong – miasto w Stanach Zjednoczonych, w stanie Wisconsin, w hrabstwie Washburn.